# Період Нара
Період Нáра (яп. 奈良時代 — нара дзідай) — епоха в історії Японії (710–794). Почалася з встановлення столиці держави у місті Хейдзьо-кьо (суч. місто Нара) і закінчилася її перенесенням до міста Хей'ан-кьо (суч. місто Кіото).
Особливостями епохи є пришвидшена китаїзація японського суспільства, створення перших історичних хронік та розквіт культури, зокрема буддизму та поезії.

## Соціально-політичний розвиток

### Нова столиця

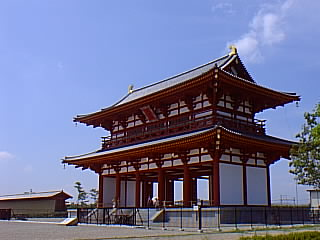
Головні ворота столиці Хейдзьо-кьо — «Ворота Червоного фенікса» (реконструкція, Нара)

До прийняття основного законодавчого Кодексу років Тайхо (701), існував звичай переносити столицю на нове місце, у зв'язку зі смертю імператора. Реформування японського суспільства на початку 8 століття сприяло утворенню централізованої влади з ефективним адміністративним апаратом, які потребували для своєї діяльності створення великого й осілого центру. Цим центром стала у 710 році нова столиця Хейдзьо-кьо (平城京. сучасне місто Нара) у регіоні Кінкі. Хоча столиця ще переносилася у 740–745 роках до міст Куні-кьо (恭仁京, сучасне місто Камо), Сіґаракіномія (紫香楽宮, сучасне місто Сіґаракі) та Наніва-кьо (難波京, сучасне місто Осака), вона все одно поверталася до Нара.
Хейдзьо-кьо, або Нара, було першим японським містом, спроєктованим за тогочасними китайськими цивілізаційними стандартами. Її прототипом стала столиця китайської імперії Тан, місто Чан'ань (長安). Нара утворювала великий чотирикутник, поділений на праву і ліву «столиці». Місто також було розділене на десятки малих районів. У північній частині столиці були сконцентровані урядові будівлі. Там само розташовувався імператорський палац. Від нього простягалася центральна магістраль міста — «вулиця Червоного фенікса», яка доходила до головних воріт міста на півдні. Населення Нари становило близько 200 тисяч, серед яких 10 тисяч були зайняті на чиновницькій службі.

### Соціально-економічні перетворення
Економіка періоду Нара була державно-плановою. Задля підвищення ефективності збору податків була розроблена сітка доріг, які вели до столиці. При дворі карбували мідну монету, яка, втім мала більш символічне ніж утилітарне значення. Економіка мала натуральний характер. Рівень господарчої активності був найвищим у столиці, у той час, як економіка регіонів залишалась на примітивному рівні періоду Кофун.
На середину 8 століття з'являється важлива економічна інституція — маєтки сьоен (荘園), які із занепадом державного господарства поступово стають приватними володіннями аристократів і храмів. Їх поява пов'язується із намаганнями центральної влади раціонально використовувати землі країни. Налагодження економічної системи спричинило самодостатність регіональних адміністрацій.
Для збільшення прибутку держава заохочувала розробку цілинних земель, які указом 743 року обіцяла віддати через три покоління у приватну власність тим, хто їх обробляє. Однак охочих розробляти нові володіння не було, тому влада дозволила «приватизацію цілини» уже в першому поколінні за умови сплати податків. Цим одразу скористалися знатні роди та впливові буддистські монастирі, які створили на необроблених землях потужну економічну базу. Виникнення приватного сектору, який держава не контролювала, послабило роль центральної влади, насамперед імператора, як єдиного фінансово могутнього лідера країни. Японське суспільство стало на шлях олігархізації влади.

### Політична боротьба
Особливістю періоду Нара стало загострення боротьби між імператором, аристократичними родами та буддистською церквою за владу. Хоча формальним головою країни залишався імператор, його реальний політичний вплив зменшувався разом зі зростанням приватного сектору, який контролювали аристократи й буддистські монастирі. На середину 8 століття останні спробували організувати переворот і скинути панівну династію, однак втручання родини Фудзівара врятувало імператорський дім. Завдяки цьому Фудзівара змогли відтоді поставляти японському монарху дружин, і, тим самим, контролювати престол та владу у країні.
Спроби імператора Канму відновити провідну роль японських монархів у політиці зазнали невдачі. Бажаючи вирватися з-під опіки буддистських монастирів, які щільно облягали столицю Нара, імператор наказав у 784 році збудувати нову столицю у місті Наґаока-кьо (長岡京). Однак у зв'язку із затягуванням будівництва, інтригами аристократії та природними катаклізмами, план перенесення столиці до Наґаока провалився. У 794 році Канму вдалося перенести столицю до міста Хей'ан (суч. місто Кіото), проте її зведення сильно вдарило по імператорській скарбниці. Залишившись без фінансової опори імператор захворів, а замість нього реальна влада опинилася у руках аристократичного роду Фудзівара.

## Культура

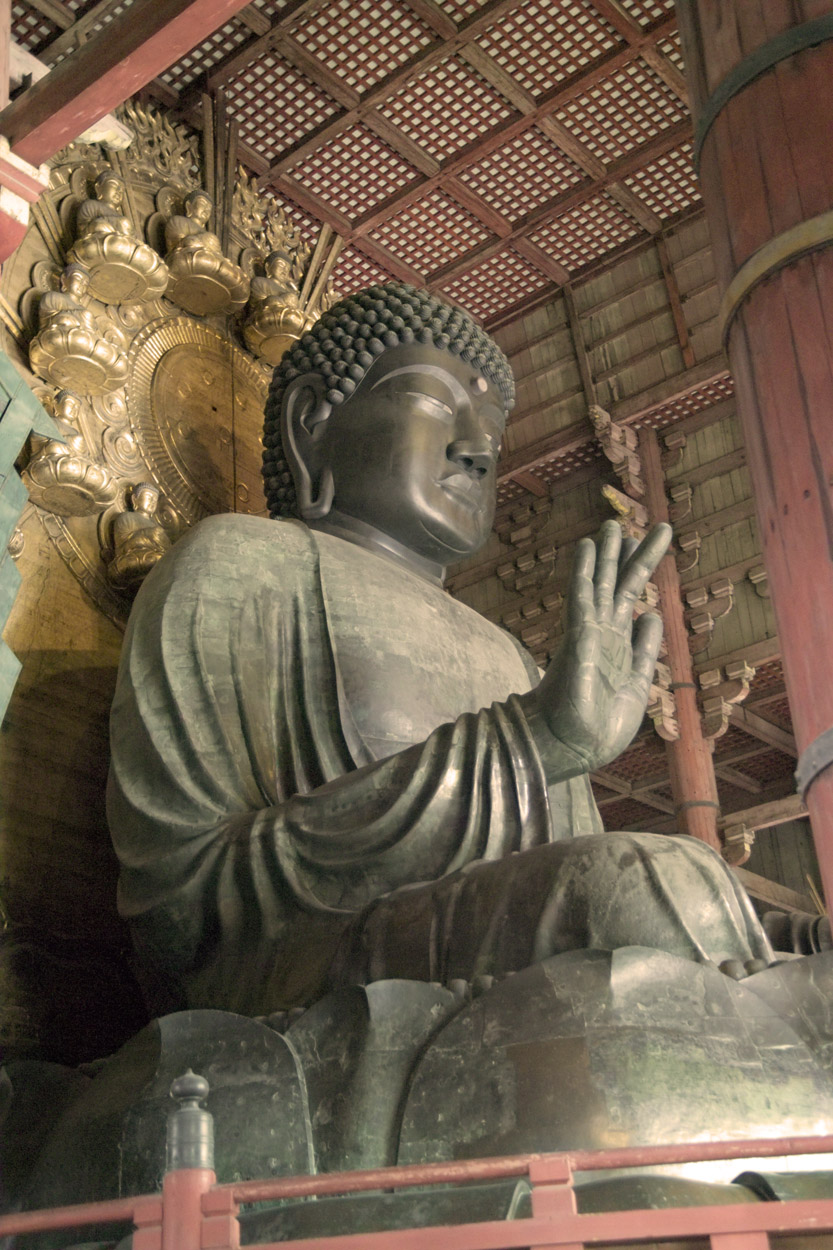
Великий Будда Вайрочана у храмі Тодайдзі (Нара, 752)

У період Нара були складені перші офіційні історичні хроніки «Кодзікі» (古事記, 712) та «Ніхон Сьокі» (日本書紀, 720). Було також укладено поетичні антології «Манйосю» (万葉集, 759) та «Кайфусо» (懐風藻, 751). У цей період також сформувалися прототипи японських фонетичних абеток хіраґана і катакана.
Особливістю цієї епохи стала натуралізація буддизму. Цьому сприяла політика імператора Сьомму (701–756), який особисто навернувся у цю віру, проголосивши себе «слугою трьох скарбів — Будди, Закону і Общини». Буддизм було проголошено «захисником держави», тобто визначено як державну релігію. Для поширення віри була створена мережа монастирів і храмів кокубундзі (国分寺), які розмістилися у всіх 60 провінціях Японії. Центром усіх кокубундзі став храм Тодайдзі (東大寺, «Великий Східний Храм») в місті Нара, у якому помістили велетенську бронзову статую Будди Вайрочани.
Навернення імператорів у буддизм означало визнання вищості буддистської церкви над панівною династією. Монахи зайняли чимало високих адміністративних посад. Буддисти навіть спробували захопити владу у країні, намагаючись зробити монаха Докьо (700–772), фаворита імператриці Кокен, новим імператором. Однак аристократична опозиція на чолі з родом Фудзівара завадила перевороту і змогла усунути всіх монахів з державних посад. Зважаючи на інтимні стосунки Докьо з імператрицею та небезпеку династії, які вони несли, Фудзівара скасували на майбутнє право жінок займати престол японських монархів.
Період Нара був епохою розквіту мистецтв. Більшість творів до сьогодні зберігається в імператорському сховищі Сьосоін на території храму Тодайдзі. У колекції наявні предмети з Персії та Індії, що свідчить про участь стародавніх японців у міжнародній торгівлі по «шовковому шляху».

## Міжнародні відносини
Японські імператори активно імпортували китайський державотворчий досвід через своїх послів та стажистів до імперії Тан. Японські студенти, серед яких переважали буддистські монахи, вчилися у містах Чан'ань і Лоян. Один зі стажистів Абе но Накамаро (阿倍 仲麻呂) зміг скласти складні іспити з китайської класики й зайняти державний пост у Китаї. Він служив головою завойованого регіону Аннам (суч. північ В'єтнаму) з 761 по 767 роки. Однак більшість стажистів поверталася додому, займаючи високі посади при японському дворі.
Попри нормалізацію стосунків з китайським Тан після конфлікту у середині 7 століття, відносини японців з корейською державою Сілла залишалися напруженими. Сприяло цьому постання на території сучасної Манчжурії держави Бохай (698–926), спадкоємниці знищеної сілланськими військами північнокорейської держави Когурьо. Японія і Бохай перебували у союзі проти Сілла, однак тісні стосунки останньої з Тан заважали прямій агресії союзників.
У цілому, зовнішня політика японців періоду Нара активною не була.

## Основні події
- 710 — Перенесення столиці країни до Хейдзьо-кьо (суч. місто Нара);
- 712 — Складання історичної хроніки «Кодзікі»;
- 720 — Складання історичної хроніки «Ніхон Сьокі»;
- 743 — Заснування храму Тодайдзі імператором Сьомму;
- 764 — заколот Фудзівара но Накамаро;
- 759 — Укладання поетичної збірки «Манйосю»;
- 784 — Перенесення столиці до Наґаока-кьо;
- 788 — Заснування монахом Сайтьо житла на горі Хіей (прототип монастиря Енрякудзі).